# Rothschildia equatorialis
Rothschildia equatorialis is een vlinder uit de onderfamilie Saturniinae van de familie nachtpauwogen (Saturniidae).
De wetenschappelijke naam van de soort is, als Rothschildia orizaba equatorialis, voor het eerst geldig gepubliceerd door Lionel Walter Rothschild in 1907. De statusverandering werd in 2012 door Ronald Brechlin & Meister geëffectueerd.

## Synoniemen
- Rothschildia orizaba bogotana Rothschild, 1907